# Arrest Arnoud Gerritse
Het arrest Arnoud Gerritse is een uitspraak van het Europees Hof van Justitie van 12 juni 2003 (zaak C-234/01) inzake:
- het vrije verkeer van diensten binnen lidstaten van de Europese Unie
- een bronheffing op lokale inkomsten van een niet-ingezetene
- zonder rekening te houden met (aftrek van) beroepskosten.

## Casus en procesverloop
Arnoud Gerritse, een Rotterdams jazzdrummer, was in 1996 enkele dagen in Berlijn om voor een radiostation op te treden.
Op het honorarium van 6007,55 DEM werd een forfaitaire inkomstenbelasting van 25% (1501,89 DEM) ingehouden, zonder rekening te houden met een bedrag van 968 DEM aan reis- en verblijfkosten. Een aanslag van een Duits ingezetene voor de inkomstenbelasting hield daarentegen wel rekening met dergelijke verwervingskosten.
Een na afloop van het kalenderjaar bij de Duitse belastingdienst ingediende aangifte voor de inkomstenbelasting werd niet in behandeling genomen. Na afwijzing van een bezwaarschrift ging Gerritse in beroep bij het Finanzgericht Berlin. Dit gerecht heeft het Hof van Justitie verzocht om een prejudiciële beslissing.

## Rechtsvraag
Is een dergelijke bronheffing in strijd met het gemeenschapsrecht?
Gerritse beriep zich op het gemeenschapsrecht, namelijk het beginsel van het vrije verkeer van diensten.
Gerritse had drie bezwaren tegen deze bronbelasting op lokale inkomsten vanwege een verschillende behandeling ten opzichte van een Duits ingezetene:
- bronheffing over bruto-inkomsten zonder rekening te houden met (aftrek van) beroepskosten,
- het was niet mogelijk om na afloop van het kalenderjaar aangifte te doen,
- geen toepassing van een belastingvrije som.

## Uitspraak Hof
- Het Hof heeft geoordeeld dat een bronheffing van 25% over de lokale brutoinkomsten zonder rekening te houden met verwervingskosten in strijd is met het gemeenschapsrecht. (Indien een ingezetene wel recht heeft op een dergelijke aftrekpost.)
- Een niet-ingezetene moet in staat worden gesteld om in de betreffende lidstaat aangifte te doen over zijn lokale jaarinkomen, maar hij kan geen aanspraak maken op de Duitse belastingvrije som.

1. De artikelen 59 EG-Verdrag en 60 EG-Verdrag verzetten zich tegen een nationale regeling als die in het hoofdgeding, waarin als algemene regel bij de belastingheffing van niet-ingezetenen rekening wordt gehouden met de onzuivere inkomsten zonder aftrek van beroepskosten, terwijl ingezetenen worden belast naar hun zuivere inkomsten na aftrek van die kosten.

2. Die artikelen verzetten zich daarentegen niet tegen die regeling, voorzover  daarin als algemene regel over de inkomsten van niet-ingezetenen een aan de bron ingehouden definitieve belasting wordt geheven tegen een uniform tarief van 25%, terwijl de inkomsten van ingezetenen worden belast volgens een progressief tarief met toepassing van een belastingvrije som, mits het belastingpercentage van 25% niet hoger is dan het percentage dat voor de betrokkene daadwerkelijk zou resulteren bij toepassing van het progressieve tarief op de zuivere inkomsten, vermeerderd met een bedrag overeenkomend met de belastingvrije som.

## Betekenis
Het arrest is van groot belang voor internationale artiesten en (beroeps)sporters. In een aantal internationale belastingverdragen is geregeld, dat hun lokale inkomsten als niet-ingezetene in het land van optreden worden belast. Dat is dus doorgaans het geval, zulks in overeenstemming met aanbevelingen en een modelverdrag van de OESO.